# 修竹居
修竹居，是位於臺灣基隆市仁愛區的三合院建築，2021年登錄為基隆市市定古蹟。

## 歷史
修竹居是由陳德成（1862-1944）所建立，該者原擁有獅球嶺一帶之土地，居住在陳宅合院前，後在1930年代因兩位兒子依序成家，認為住家的居住空間不足使用，便於昭和10年（1935年）在原有宅邸右側興建格局完整的三合院建築，並命名為「修竹居」。 
建成之初，修竹居正身的明間設為公媽廳，左次間為陳德成的房間，右次間為陳德成夫人的房間。左護龍為陳阿江家庭使用，右護龍為陳崑泉家庭使用。隨著陳氏家族已無居住在此宅，該建築於近年荒廢，屋身潰塌。
2021年，修竹居與基隆燈塔被基隆市文化局指定為市定古蹟，也是目前基隆指定文化資產中，唯一的漢式宅第古蹟。

## 建築設計
修竹居依照周圍地勢而興建，建造於當時基隆重砲兵大隊兵營附近區域，該建築為三合院配置，由正身、左右兩側護龍與內外埕組成，對外另設有磚砌圍牆與門樓，形成方矩形的園區格局。其正身對聯則包括左聯：「勝地築新居峤峰拱護」及右聯：奎「星欣聚會秀水溯源」，屋脊上設有碗片剪黏花飾為一大特色，正身另設有石洗八卦窗。
當前建築物仍保留原本的配置與格局，目前僅剩左護龍有人居住，而正身與右護龍空間已閒置。其屋頂及部份結構已經坍塌。

## 外部連結
- 修竹居 -文化部iCulture-文化空間 （页面存档备份，存于）